# Szentmargitbánya
Szentmargitbánya (1899-ig Szent-Margit, németül Sankt Margarethen im Burgenland, horvátul Margareta) mezőváros Ausztriában, Burgenland tartományban, a Kismartoni járásban.

## Fekvése
Kismartontól 12 kilométerre délkeletre fekszik, az ausztriai L210-es út mentén, közvetlenül a magyar határ mellett. Magyarország felől Sopronkőhida és Fertőrákos-Piuszpuszta érintésével közelíthető meg a 8527-es, majd a határig vezető 8532-es úton.
Utóbbi út leginkább arról nevezetes, hogy határátkelőhelyének magyar oldalán került sor 1989. augusztus 19-én arra a páneurópai piknik nevű politikai rendezvényre, melynek során több száz keletnémet turista tört át az addig lezárt határon, és amely aktus a berlini fal lebontásáig vezető, illetve az európai kettéosztottság megszüntetését eredményező történéssorozat egyik kulcsfontosságú eseménye volt.

## Nevének eredete
Nevét Antiochiai Szent Margit védelmére szentelt templomáról kapta. Eredeti neve Majád volt, ez a szláv Moja személynévből alakult magyar -d helynévképzővel.

## Története
A település története 7500 évre nyúlik vissza, ekkor már emberi település állt itt. A falutól keletre van híres kőbányája, melyet már a rómaiak is használtak. A XV. római légió kőbe vésett nyomai még mindig láthatók a sziklafalakon.
A települést 1232-ben "Mayad" néven említik először. Egykori vaslelőhely.
Vára 1273-ban súlyosan megrongálódott, ma nyoma sincsen. 1276-ban „Sancta Margareta” néven említik. 1277-ben említik monostorát is. Plébániáját 1300 körül alapították, templomát 1359-ben Antiochiai Szent Margit tiszteletére szentelték. A török 1529-ben, 1532-ben és 1683-ban is elpusztította. 1605-ben Bocskai hajdúi, 1705 és 1709 között a kurucok dúlták fel. A 17. századtól birtokosa az Esterházy család volt. A bányájában kitermelt kiváló minőségű mészkőből épült fel a 19. században a bécsi nagykörút a Ring számos meghatározó épülete, a városi operaház a Staatsoper, a Hofburg, a várszínház a Burgtheater és a Szent István dóm a Stephansdom épülete.
Vályi András szerint „SZENT MARGITA. Szent Margaréta, Margaretten. Német Mezőváros Sopron Várm. földes Ura H. Eszterházy Uraság, lakosai katolikusok, fekszik Sopronhoz 1 6/8 mértföldnyire; nevezetesíti híres kőbányája, mellyből oszlopok, ’s egyebek készíttetnek, ’s Bétsbe, és más helyekre is elhordattatnak; 2 nyomásbéli határja nagy, és térséges; búzát, és egyebet is terem, borai jók, és egésségesek, réttyei a’ Városhoz képest kevesek, piatza Sopronban.”
1910-ben 2141, túlnyomórészt német lakosa volt. A trianoni békeszerződésig Sopron vármegye Kismartoni járásához tartozott. 1921-ben Ausztriához csatolták. 1989. augusztus 19-én a páneurópai piknik keretében történt magyar határnyitást követően több mint 600 keletnémet menekült érkezett ide és egy ideig itt szállásolták el őket.

## Nevezetességei
- A település fő látványossága a római kőbánya, mely ma már nem működik. Az itt bányászott mészkőből (lajtamészkő) épült Bécs számos híres épülete. A kőbánya területén nyáron hangversenyeket, előadásokat tartanak.
  - 1959-óta az Európai Szobrász Szimpózium keretében több mint 100 szobrászművész kiállítása látható itt.
  - 1926 óta  ötévente passiójátékot rendeznek a városban, 1961-óta az elhordott hegy helyén, melyet mintegy 450 népi színjátszó és 200 közreműködő ad elő. 2001-ben a 20. játékot mintegy 70 ezren látták.
  - A kőbánya 1996 óta nyaranta operafesztiválnak is otthont ad.
- Plébániatemploma valószínűleg az egykori vár romjaiból épült a 15. században, csontháza 14. századi. A templomot 1960-ban bővítették. Szószéke a 17. század végén készült homokkőből.
- A Burghof nevű udvarház 13. századi eredetű.
- Egy 17. századi pellengér is látható itt.
- A Rusztra vezető út mentén található az 1968-óta működő  Mesepark, Ausztria egyik legnagyobb vidámparkja.